# Sadije Hanëm Zogolli
Sadije Hanëm Zogolli, (albanska: Sadije Toptani, engelska: Sadiya Toptani Khanum) född den 28 augusti 1876 i Tirana, död den 25 november 1934 i Tirana eller Durrës, var mor till Ahmet Zogu, kung Zog I av Albanien.
Sadije Hanëm Zogolli var dotter till Salah Bey Toptani, medlem av Toptanisläkten samt kusin till Essad Pascha Toptani. Hon gifte sig med Xhemal Pasha Zogolli, hövding av Mati. Hon blev mor till den senare kung Zog och även till prinsessorna Adile Zogu, Nafije Zogu, Senije Zogu, Myzejen Zogu, Ruhije Zogu och Maxhide Zogu. Då hon blev änka blev hennes son Ahmet Zogu hövding över Mati och hon utövade stort inflytande på honom både under hans presidenttid och under hans regeringstid som Albaniens kung. Den 1 september 1928 förärades hon titeln "Hennes majestät alla albaners moder" (albanska: Nëna Mbretëreshë e Shqiptarëve). Hon begravdes i ett pompöst mausoleum på en kulle i Tirana som senare revs av Enver Hoxhas påföljande regim.